# ابدون باميتش
ابدون باميتش (من مواليد 3 أكتوبر 1933) هو لاعب مشي إيطالي. شارك في سباق المشي في أولمبياد 1956، 1960، 1964، 1968، و1972 وفاز بالميدالية البرونزية في عام 1960 وذهبية في عام 1964. كان باميتش حامل علم إيطاليا في الألعاب الأولمبية عام 1972.

## نشأته
ولد باميتش في فيومي (رييكا، كرواتيا الحالية) في 3 أكتوبر 1933، وكانت المدينة في ذلك الوقت خاضعة للسلطة القضائية الإيطالية.  غادر رييكا إلى إيطاليا مع أخيه الأكبر في 24 سبتمبر 1947 وانضم إلى والده الذي هاجر سابقًا.
في 16 أكتوبر 1960 سجل رقما قياسيا عالميا لمسافة 50 كيلومترا في الساعة 4:03:02 في بونتي سان بيترو. وفي وقت لاحق تم إدراجه في قاعة مشاهير فيدال.